# Moli (mitologia)

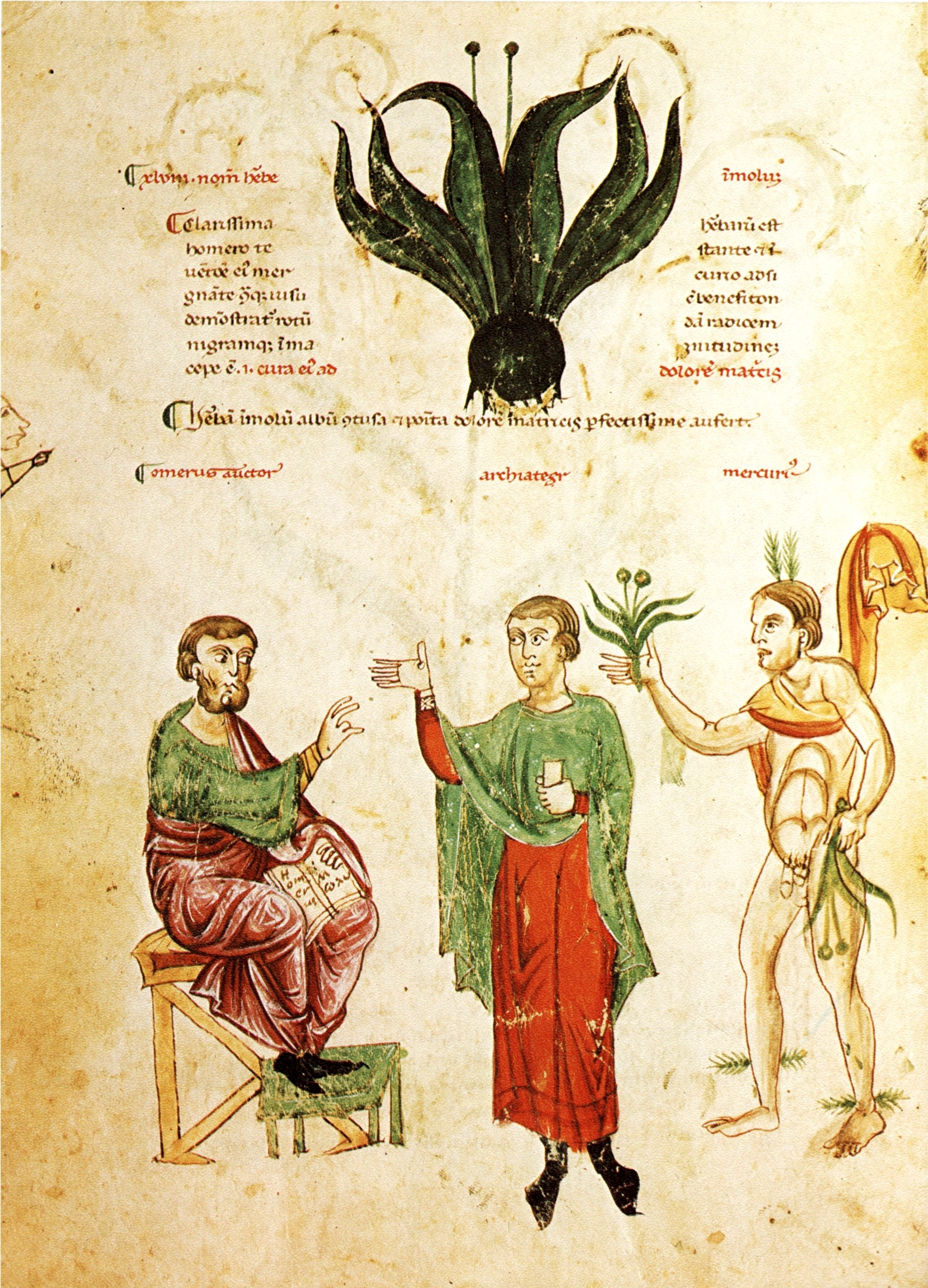
Omero (seduto), l'archiatra ed Ermes con l'immolum (Moly). Allegoria da una miniatura dal Codex Medicina Antiqua, (fol. 61 verso)

Il moli (AFI: /ˈmɔli/; in greco antico: μῶλυ?, mōly) è una pianta immaginaria, appartenente al regno divino, che compare nell'Odissea (X, 302-306), dove svolge un ruolo fondamentale nel salvare Odisseo, grazie alle proprietà magiche di cui è dotata.
Dioscoride Anazarbeo (III, 46) identificò il môly con l'harmalá e con la pianta che i siriani chiamavano bḗssasan, cioè con la pianta riconosciuta botanicamente come Peganum harmala L., nota in italiano come ruta siriaca o pègano.
Qualcuno ha voluto identificarla con aglio, per l'assonanza con il nome (in greco molyza), altri studi la identificano con l'elleboro o, più probabilmente, con il Galanthus nivalis, per la galantamina da esso estratta che annulla gli effetti degli alcaloidi dello stramonio, il quale si crede presente nella pozione di Circe.
Nel canto decimo stava a simboleggiare il rimedio donato da Ermes a Ulisse, quale antidoto contro la pozione a base di ciceone offerta dalla dea Circe, come dono di ospitalità: grazie all'antidoto, Ulisse riuscì a sottrarsi alla metamorfosi in maiale, sorte che toccò, invece, ai suoi compagni.

## NellOdissea

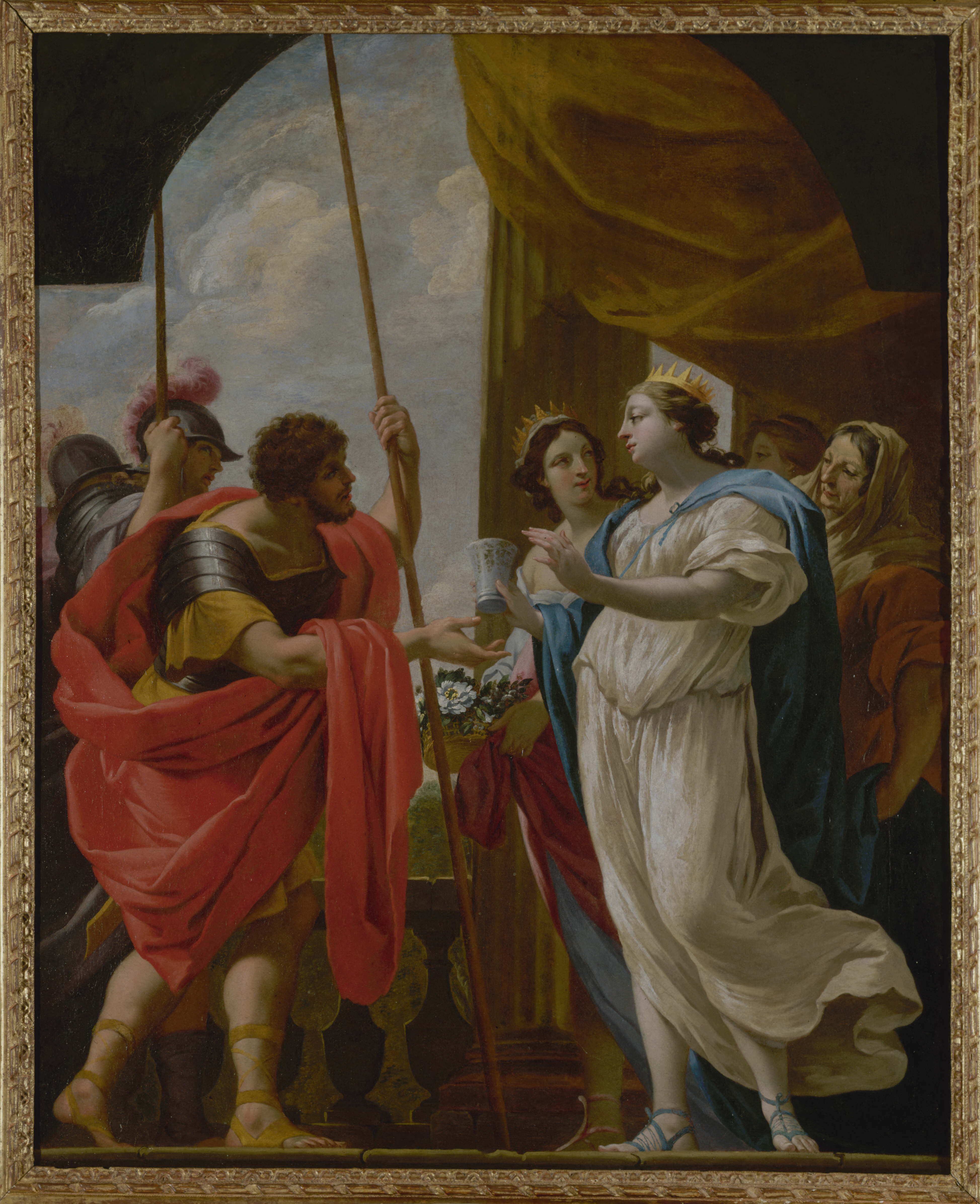
Polidamna dà a Menelao l'enula campana e il moli in un dipinto barocco di Simon Vouet.

## Nell'Odissea
(Omero, Odissea)
(Omero, Odissea)